# 吉竹史
吉竹 史（よしたけ ふみ、1984年7月4日 - ）は福岡県久留米市出身のフリーアナウンサー。元毎日放送（MBS）アナウンサー、セント・フォース所属。

## 経歴
福岡女学院中学校・高等学校、女子美術大学芸術学部卒業。
2007年、毎日放送にアナウンサーとして入社。10月からテレビ番組『よゐこのワケアリ』、ラジオ番組『桂三枝の茶屋町ホテル → 桂文枝の茶屋町ホテル』のアシスタントへ起用されたことを皮切りに、報道・情報・バラエティ・スポーツ番組で幅広く活躍。テレビ番組ではよゐこ・千原ジュニア・ロザン・宇都宮まき、ラジオ番組では六代 桂文枝・笑福亭鶴瓶・小泉エリなど、数々のお笑い芸人・落語家の下でレギュラーアシスタントを務めた。
MBSラジオの番組では、月1回放送の『茶屋町ホテル』で、歴代の「秘書（アシスタント）」では最も長く6年間にわたって「秘書」を担当。深夜の音楽番組『MBSうたぐみ Smile×Songs（うたぐみ）』では、まきちゃんぐにちなんだ「ふみちゃんぐ」という愛称で親しまれるとともに、同局のアナウンサーでは最長の延べ3年9ヶ月にわたってレギュラーで出演している。
また、MBSテレビが平日の午後に放送中の情報番組『ちちんぷいぷい』 では、2010年10月から2012年3月まで金曜アシスタントを担当。2012年3月には、「吉竹史が行く!春の世界一周桜物語〜咲いたらさんが通る〜」という取材企画で、1ヶ月近くにわたって世界各国を渡航していた（#世界一周を参照）。
『みんなの甲子園』（第85回記念選抜高等学校野球大会のハイライト番組）では、アシスタントを務めるかたわら大会に出場した高校・選手の取材にも携わった。
2013年夏頃には「20代最後の挑戦」としてフリーアナウンサーへの転身を決意。いったん翻意したものの、関係者と話し合いを続けた結果、2014年1月末日付で毎日放送を退社した。主な放送エリアが関西地方である同局からの退社を決意した背景には、出演していた番組の大半が、家族や親族の暮らす福岡県内で視聴できないことも影響していたとされる。2014年2月からフリーアナウンサーとして活動。毎日放送からの退社前までレギュラーを務めてきた番組のうち、『魁!!なすなか塾』については、同月以降も出演を続けていた。
芸能事務所「セント・フォース」に2014年3月1日付で所属すると共に、衛星放送『Jリーグマッチデーハイライト』のMCとして、毎日放送以外の放送局が制作する番組に初めてレギュラーで出演。さらに、同月31日からは、東京キー局の全国放送『Oha!4 NEWS LIVE』の月・火曜日でニュースキャスターを担当。

## 人物
- 姉がいる[4]。
- 小学生の頃に七夕の短冊に「PUFFYになりたい」と書いている[5]。また、「初めて雑誌のグラビアを切り抜いた芸能人」として、滝沢秀明を挙げている。
- 尊敬するアナウンサーは、毎日放送時代の先輩でもある八木早希。
- 同じ福岡県出身のお笑い芸人・なかやまきんに君の大ファンで、理想のタイプの男性はマッチョな人。ただし、一方では細い人が好きとも言う。

## 特技
- 「アナウンサーになれなかったら、雑誌の付録を作る仕事に就きたかった」と公言するほど創作意欲が旺盛で、溶接が特技。面接でも溶接など物作りの話を披露していた[6]。『よゐこのワケアリ』では、ロケでガス溶接の腕前を披露。手をかたどったスタジオセットのオブジェや、番組グッズを製作した。このオブジェのデザインになった手の形は、番組のロゴや、ロケVTRを放送する際のスタジオ出演者のサインなどにも使われた。
- 2014年10月には、スポーツ栄養アドバイザー資格を取得している[7]。
- 『プリプリ』のアシスタント時代に担当していたロケコーナー「街の気になるて作りさん」では、「て作りさん」と称する取材先で、さまざまな工芸品・インテリア・アクセサリー作品を製作[8]。
- 『ちちんぷいぷい』の企画「吉竹史が行く!春の世界一周桜物語〜咲いたらさんが通る〜」では「行く先々の風景を消しゴムはんこで表現する」というお題を出されたことをきっかけに未経験だったが、消しゴムはんこ作家・津久井智子による1回の指導だけで消しゴムはんこの彫り方をマスター。ロケの合間に宿泊先で消しゴムを彫っては、世界各国からの生中継リポートの中で作品を随時紹介していた。いずれの作品も完成度が高く、中継で紹介するたびに、『ちちんぷいぷい』のスタジオ出演者がこぞって絶賛。世界一周からの帰国後も、『プリプリ』や『ちちんぷいぷい』のロンドンオリンピック応援企画などで、消しゴムはんこによる作品を製作・発表していた[9][10][11]。

## 逸話
- 母校である福岡女学院高校の公式サイトでは、吉竹の在校時に撮影された制服姿の写真が、卒業後に制服紹介のモデル画像として使われていた。
- ラジオ番組『ヤングタウン日曜日』でアシスタントを担当。メインパーソナリティの笑福亭鶴瓶から、「エロケケ」という愛称を付けられた。この愛称は、「吉竹」の文字を分解すると、「士・口・ケ・ケ」に見えることに由来するという。
- 『ちちんぷいぷい』で、先輩の八木アナウンサーの後任で金曜アシスタントへ昇格してからは、九州新幹線の全線開通を機に、同番組限定ではあるが「九州親善ガール」を名乗り『吉竹史の九州よかとよ〜』というロケ企画を不定期で担当。
- テレビ番組『よゐこ部』のコーナー「音楽部」では、濱口優と共に、一年後輩の斎藤裕美アナウンサーと未経験ながらアルトサックスの演奏に取り組んでいた。半年にわたって練習を重ねた末に、2009年12月20日に御堂会館で開催の「第1回カッコブラス選手権」で演奏した[12]。
- 運動が苦手であることを自任しながらも毎日放送アナウンサー時代、先輩アナウンサーの上泉雄一・西靖・山中真とともに第1回大阪マラソンで人生初のフルマラソンに挑戦。5時間13分34秒で完走を果たした。なお、『VOICE』火曜日の冠コーナー「吉竹史の健康なび」では、同年夏から開催直前までその挑戦に連動した企画「大阪マラソンへの道」を放送。同年12月28日の深夜（29日未明）には、マラソン中の吉竹のつぶやきを主体に構成した特別番組『吉竹史の大阪マラソン “つぶやき”続けた42.195km』もMBSテレビで放送された。大阪マラソンへ出場するまで、アナウンサーを辞めることを考えるほど思い悩んでいたという。しかし、マラソンでの走行中に沿道から名指しで声援を受けたことをきっかけに、「生涯アナウンサー」を目指すことを決意。毎日放送からの退社後も、フリーアナウンサーとして、関西で活動することを視野に入れている[2]。
- 毎日放送のアナウンサー時代には、テレビ雑誌の『B.L.T』関西版で連載コラムを執筆。在阪局の若手女性アナウンサー代表として、日本全国で発売されるファッション誌の特集に登場したこともある。また、 たKOBE COLLECTION 2013S/Sでは、本職がファッションモデルである敦士とのコンビでMCを務めた。ちなみに同イベントを主催する毎日放送のアナウンサーがMCを担当したのは、この時の吉竹が初めて。同年9月1日に開催の2013A/W公演でもMCを任されている。

### 世界一周
2012年3月3日には、『ちちんぷいぷい』史上3度目のMBSアナウンサーによる世界一周企画「吉竹史が行く!春の世界一周桜物語〜咲いたらさんが通る〜」で台湾へ出発。同月5日の放送から29日は、羽織・袴姿で、世界各国の桜事情を生中継やVTRで連日報告した。
- 滞在地は、日本・関西国際空港→台湾・台北→タイ・チェンマイ→トルコ・イスタンブール→タンザニア・ンゴロンゴロ自然保護区およびキリマンジャロ→エジプト・カイロ→イタリア・シチリア島およびローマ→スペイン・マドリードおよびバレンシア（サン・ホセの火祭り）→ボリビア・サンタ・クルスおよびウユニ塩湖→アメリカ・ワシントン→韓国・済州島→日本・桜島→日本・大阪。もっとも、視聴者から事前に募集した情報を基に訪問先を決めていることもあって、吉竹は毎回の中継の最後まで次の訪問先を知らされなかった。また、桜の木があっても花が咲いていない場合には、桜が満開になった時期に電子メールでその画像を送信するよう取材相手に依頼した。
- MBSテレビでは、世界一周への出発直後から、吉竹を『プリプリ』全曜日のアシスタントに起用することを発表。それにもかかわらず、吉竹が日本へ帰国する正式な時期は、済州島の滞在中まで決まっていなかった。
- タイでの滞在中には、通りすがりの屋台で蛾の幼虫の素揚げを初めて目にするなり、「おいしい」と言いながら1袋丸ごと実食[13]。タンザニアでは、30℃を超える気温にもかかわらず、桜の木を探すために羽織・袴姿のまま5時間がかりでキリマンジャロの登山口まで上り詰めた[14]。VTRに映るこのような行動や、生中継で見せる前向きな姿勢は、吉竹より前に同番組で世界一周を経験した西や河田をもしばしば驚かせていた。
- スペインからボリビアへの渡航では、経由地として立ち寄ったペルーのリマの空港で、引き継ぎの手違いから自身とスタッフのスーツケースの行方が一時分からなくなった。しかし、撮影や報告に必要な機材を手荷物として携行していたこともあって、サンタクルス到着後もロケや生中継を続けた[15][16]。またボリビアでは、過去の世界一周企画の例に倣って、間寛平の持ちギャグである「アメマ」をウユニ塩湖で絶叫している[17]。
- 済州島で西から日本への帰国を知らされた当初、大阪へ直行できると思い込んでいた。しかし実際には、済州島から鹿児島（桜島）へ向かうことを求められた。さらに、帰国後にうどんを食べたかったにもかかわらず、済州島からの最後の生中継（2012年3月29日放送分）で『ちちんぷいぷい』のスタジオに出演していた佐伯チズ（準レギュラー）から「うどん（を食べるの）は大阪に帰るまで待って」と制止。そのため、鹿児島へ向かう途中に福岡空港で口にした地元の名物・博多ラーメンが、帰国後最初の食事になった[18]。

## 同期社員
- 河本光正
- 鈴木健太（2017年6月の人事異動でアナウンス職から離脱）

## 担当番組

### テレビ
- おいしい記憶きかせてください（BSフジ） - 進行
  - 2017年11月に始まった番組で、不定期での放送を経て、2018年7月から毎月第3土曜日の13:00 - 13:30に放送に2021年10月から同12:00 - 12:30に放送されていたが、諸事情により2025年1月18日をもって放送休止。
- 輝け!チャレンジド（テレビ宮崎） - テリー伊藤と共同でMCを担当
  - 「チャレンジド（障がい者）を応援する」という趣旨で、2023年7月から毎月最終土曜日に放送。

### ラジオ
- テリー伊藤 昭和モーレツ天国（TBSラジオ、2023年10月7日から毎週土曜日の15:00 - 15:25に放送）- アシスタント

## 過去

### 毎日放送アナウンサー時代
- MBSニュース（テレビ・ラジオとも不定期で担当）

#### テレビ
- よゐこのワケアリ（2007年10月 - 2008年3月）
- よゐこ部（2008年4月 - 2010年12月）
- USJファン!（ほぼ毎週出演）
- ちちんぷいぷい
  - 2010年9月まで主に、金曜日の「集合写真撮ろっ!」のみ登場、同年10月からアシスタントとして金曜日の全編に出演。2012年3月5日からは、前述の世界一周企画のリポーターを務めた。
  - 『プリ♥プリ』のアシスタントを担当するため、世界一周から帰阪した2012年3月30日の放送でレギュラーを降板。ただし、降板後も不定期で、生中継や同番組との連動企画に登場していた。
  - 『プリ♥プリ』終了後の2013年4月から、「水曜生中継」のリポーター（毎月最終週担当）として正式に復帰。世界一周の母体企画である「リアル世界くん」のリポーターとして、海外取材を担当することもあった。
- KOBELCOスポーツスペシャル第89回全国高校ラグビー大会ハイライト（2009年12月26日 - 2010年1月）
- ビートたけしの因縁の2人 新春ガチバトル!（2010年1月2日、MBS制作・TBS系列全国ネット）
- 15だった夜（2011年3月2日放送の特別番組）
- 吉竹史の大阪マラソン “つぶやき”続けた42.195km（2011年12月28日放送の特別番組）
- MBS新世代漫才アワード司会（2011年放送の第9回のみ担当）
- VOICE火・水曜サブキャスター（2009年3月31日 - 2011年2月）
  - 世界一周企画の関係で、2012年3月6日から休演。帰国後に『プリ♥プリ』のアシスタントを担当する関係で、そのまま降板した。ただし降板後も、祇園祭宵山などの中継に出演することがある。
- 水トク!「第45回日本有線大賞」（2012年11月14日、西野カナコンサート会場・大阪城ホールからの中継リポーター）
- ヤンマースペシャル地球学校 池上彰の子どもに伝えたい地球のチカラII（2012年12月23日、アシスタント）
- 西日本横断生放送スペシャル どうにもとまらない2013（2013年1月1日、スタジオアシスタント）毎日放送・山陽放送・中国放送・RKB毎日放送による共同制作番組
- みんなの甲子園（2010年・2013年アシスタント）※選抜高等学校野球大会期間中のハイライト番組で、赤星憲広と共演。2013年のみ、大会に出場する高校・選手の取材も担当していた。
- プリ♥プリ→プリプリ月 - 金曜日アシスタント（2012年4月6日 - 2013年3月15日、ロケ企画のリポーターやナレーターも兼務）
- パテナの神様!（2012年11月7日 - 2013年9月25日、「ランキング天使」役）※番組タイトルにちなんで、「MBSパテナウンサー」という肩書でスタジオアシスタントを担当。
- カワスポ（2013年4月5日・5月31日）※当初は番組のテーマに応じて出演する「準レギュラー」として扱われていたが、実際には2回しか登場しなかった。

#### ラジオ
- MBSニュース最終便（2007年9月28日 - 2008年3月28日）金曜日担当
- 桂文枝の茶屋町ホテル5代目「秘書」（2007年10月 - 2013年12月16日）※2012年7月までは「桂三枝の茶屋町ホテル」というタイトルで放送。
- MBSサウンドキングダム ※2008年9月2日に増田英彦、2009年3月17日に先輩アナウンサー・松本麻衣子の代役で、それぞれパーソナリティを担当。
- 2011年大予測ドラマ「新木裕晴の恋」〜2011年はこんな年になりまする〜（2011年1月1日、ラジオドラマ）- 主人公・新木裕晴（河田直也）の恋人役で出演
- MBSうたぐみ Smile×Songs（2009年10月4日 - 2012年4月2日、2013年7月3日 - 9月25日）
  - 番組開始から2010年10月1日までは金曜日、2010年10月8日から2012年4月2日までは月曜日でパーソナリティを務めた。世界一周企画での渡航期間中には、当時月曜日でパートナーとして共演していた同期の鈴木がパーソナリティ代理を担当。吉竹は、渡航先から電話でリポートを入れていた。
  - 『プリ♥プリ』への出演が決まったことを機に、いったん番組を卒業[19]。 ただし、同番組を放送していた2012年12月4日（火曜日）には、先輩アナウンサー・前田阿希子の代役として再びパーソナリティを務めた。
  - 2013年7月3日からは、水曜日のパートナーとしてレギュラー出演を再開。放送時間の一部が重なる『パテナの神様』への出演も続けながら、人事異動でアナウンス職を離れた斎藤の後任を務めたが、同番組の最終放送日でもある9月25日の放送で再び卒業した。毎日放送退社・フリーアナウンサー転身後の2014年3月24日には、月曜日の放送が終了することから、事前収録で特別にメッセージを寄せた。
- ノムラでノムラだ♪ EXトラ!「虎の子情報『EXトラ!』」（2010年）
  - 出演時点で『VOICE』のフィールドキャスターとして阪神タイガース関連の取材にも携わっていたことから、当時阪神に在籍していた金本知憲（現役引退後の2013年からMBSラジオなどの野球解説者に転身）への単独インタビュー（事前収録）を、松本と交互に担当していた。
- ヤングタウン日曜日2代目アシスタント（2010年9月12日 - 2014年1月5日）

### 毎日放送アナウンサー　→　フリーアナウンサー転身直後の担当番組
- 魁!!なすなか塾（2013年7月 - 、J COM関西、2015年3月2日まではMBSラジオでも放送）
  - なすなかにしが「塾長」（パーソナリティ）を担当する番組で、毎日放送のアナウンサー時代から出演。同局への在職中には、収録日が『ちちんぷいぷい』での海外取材期間と重なった場合などに、休演することがあった。2014年2月3日MBS放送分（同月4日・同月5日JCOM放送分）への出演が、フリーアナウンサー転身後の初仕事にもなった。
  - 2015年3月放送分までは、MBSラジオとJ COM関西が共同で制作。MBSでは、事前収録の1時間番組として、月に1回のペースで主に『MBSマンデースペシャル』枠で放送していた。また、この制作体制の下で、収録と同時にJCOM関西向けのテレビカメラでスタジオの様子を撮影。J COM関西では、1回の収録分を2本の30分番組に編集したうえで、毎週火・水曜日にコミュニティチャンネルで30分ずつ放送している。なお、MBSでの放送が終了してからは、J COM関西のみでレギュラー放送を続けていた。

### フリーアナウンサーへの転身後

#### テレビ
- Oha!4 NEWS LIVE（日テレNEWS24、2014年3月31日 - 2016年3月29日） - ニュースキャスター（月・火曜日担当）
- Jリーグマッチデーハイライト（スカパー!、2014年3月 - 2016年2月）
- ニュースで英会話 （NHK Eテレ、2014年4月3日 - 2017年3月23日） -  2014 - 2016年度キャスター
- ももち浜ストア （テレビ西日本、2014年6月13日 - 2018年3月31日） - MC（金曜日担当）
  - 2015年3月30日から放送を開始した「夕方版」でも、MCと「鉄矢がゆく!」（番組内のコーナー）も担当。「鉄矢がゆく!」には、後継番組の『ももち浜S 特報ライブ』へ移行してからも出演していた。
- 深層NEWS（BS日テレ、2018年4月4日 - 2019年9月27日） -　サブキャスター（水 - 金曜日担当）
- ランニングエンターテインメント サブ4!!（BS日テレ）
- 全国百線鉄道の旅2時間スペシャル （BSフジ） - 以下の放送回に「旅人」（リポーター）として出演
  - 四国まんなか秘境の旅 土讃線 (2018年10月28日)
  - 新潟漫遊美食の旅 (2020年7月19日)
  - 三陸縦断秘境の旅 三陸鉄道リアス線（2020年10月25日）
  - 祈りの回廊を巡る 伊勢 熊野 (2021年8月8日)
  - 放送開始20周年記念　福岡・熊本・佐賀・長崎へ（2023年10月1日）
  - 北海道を走ろう ～道南 道央ぐるり旅(2023年11月26日)
- テリー土屋のくるまの話 第4回 ゲスト：三木眞一郎（TOKYO MX、2021年11月29日深夜）- 進行アシスタント

### ラジオ
- 生島ヒロシのおはよう定食・生島ヒロシのおはよう一直線（TBSラジオ、2024年1月4日・5日） - 生島ヒロシの年末年始休暇に伴ってパーソナリティを代行

## 関連人物
- 斎藤裕美 - 毎日放送ラジオ営業部への異動（2013年7月）・退社（2014年8月）を経て、関西を拠点にフリーアナウンサーとして活動中。
- 古川枝里子
- 八木早希 - 毎日放送時代の先輩アナウンサーで、『ちちんぷいぷい』金曜アシスタントの前任者。2011年4月1日からフリーアナウンサーとして活動中。
- 堀友理子 - 吉竹と同じ時期に同じ在阪局（朝日放送）でアナウンサーとして勤務した後に、吉竹より1年半早くフリーアナウンサーへ転身。転身を機にセント・フォースへ所属していたが、2014年5月にオフィス北野へ移籍。

以下の人物とは、毎日放送アナウンサー時代にレギュラー番組で長らく共演。
- 角淳一
- よゐこ（有野晋哉・濱口優）
- 桂三枝（現・六代目桂文枝）
- 笑福亭鶴瓶
- 宇都宮まき
- 小泉エリ
- なすなかにし

以下の人物は、毎日放送アナウンサー時代に関係の深かった同僚・上司。
- 鈴木健太
- 河本光正
- 西村麻子